# میشنا
میشنا یا مشنه (عبری:משנה به معنی «تکرار و تلقین»)، کتابی است که یکی از دین‌پژوهان یهودی به نام حاخام یهودا هناسی با جمع‌آوری مکتوبات متفرق هلاخایی در یک‌جا تدوین نمود و به صورت کتاب ویژهٔ تورات شفاهی درآورد. مجموعهٔ هناسی در همة مدارس یهودی آن زمان پذیرفته شد و جای آثار پیشین را گرفت. میشنا حاصل کار شش نسل از تنائیم یا عالمان شریعت شفاهی است. میشنا به شش بخش تقسیم می‌شود که به هر بخش یک سِدِر می‌گویند. هر سِدِر شامل تعدادی مَسِخَت است. میشنا مجموعاً مشتمل بر ۶۳ مَسِخَت است.

## بخش‌های میشنا
بخش نخست حمّاده به مسائل شناختی و اعتقادی می‌پردازد و بر پایه‌های ایمان یهودی تکیه دارد. در این بخش یک رساله به ممنوعیت بت‌پرستی، یک رساله به آداب تورات خواندن و یک رساله به توبه اختصاص یافته‌است. رساله دِعوت نحوهٔ رفتار یهودیان را بیان می‌نماید.
بخش دوم یا احوه به عشق می‌پردازد؛ و در آن رسالات مربوط به نماز و تفیلین که نشانه‌های محبت الهی محسوب می‌شوند؛ وجود دارد.
بخش سوم یا زمانیم به موعدها می‌پردازد و در آن کلیه ایّام معین و اعیاد یهودی ذکر شده‌اند؛ از آن جمله رسالهٔ شبّات به احکام روز سبت می‌پردازد. رسالهٔ یوم‌توو به تعطیلات یهودی می‌پردازد. قوانین مربوط به یوم‌کیپور، عید پسح، سُکّه و عید پوریم در همین بخش آمده‌است.
بخش چهارم یا ناشیم به مسائل مربوط به زنان می‌پردزد. در رسلهٔ عیشوت قوانین ازدواج مورد بررسی قرار گرفته‌اند، رسالهٔ گیطین مربوط به طلاق است. رسالهٔ سوطا دربارهٔ زنی است که شوهرش در وی گمان خیانت ببرد. رسالهٔ قیدوشین به احکام نامزدیها و تقدیسها می‌پردازد. قوانین و احکام نذیرهها و افراد در پرهیز در رساله نازیر آمده‌است. احکام نذرها و ابطال آن‌ها در رساله نداریم مکتوب است. شرح آن‌چه در تثنیه دربارة ازدواج مردی با زن برادر مرده خویش آمده‌است، به تفصیل در رسالهٔ یواموت ذکر شده‌است.
رسالهٔ حلفه به قوانین سوگندها می‌پردازد. زراعیم به مسائلی چون کشاورزی و نان و نماز و دعاهای مربوط به آن می‌پردازد و رسالهٔ شویعیت به احکام مربوط به سال هفتم شمیطا می‌پردازد و نیز سوگندهایی که در دادگاه یا خارج از آن یاد می‌شود.
اواده قوانین خدمت در معبد اورشلیم را بیان می‌کند. موضوع رسالهٔ طهاروت پاکی و ناپاکی شرعی است. بخش نزیقین به مسائل حقوق کیفری و مدنی و مجازات اعدام و مجازات‌های بدنی و نیز آیین دادرسی و محاکم و ترکیب دادگاه‌های روحانیون یهودی می‌پردازد. در نهایت کنین به قوانین مربوط به تجارت و خرید و فروش می‌پردازد، مشفتیم قوانین مدنی یهود را بیان می‌کند، شفتیم به قوانین مربوط به داوران می‌پردازد.